# Voorjaarszegge
De voorjaarszegge (Carex caryophyllea) is een vaste plant uit de cypergrassenfamilie (Cyperaceae). Ze komt voor op droge tot matig vochtige, kalkhoudende grond in schrale graslanden en duinvalleien. De soort staat op de Nederlandse Rode Lijst van planten als zeldzaam en matig afgenomen. Het aantal chromosomen bedraagt 2n = 62, 64, 66 of 68. 
De stengels van de plant zijn bij de bloei zo'n 10 cm lang en worden uiteindelijk tot 30 cm hoog. De stompig driekante stengels vormen korte uitlopers. De 1-3 mm brede bladeren zijn zwak gevouwen. De onderste bladscheden zijn minimaal 3 mm lang. Oude bladscheden van vorig jaar zijn nog als grijsbruine vezels aanwezig. De jonge wortels hebben een gele top.
De voorjaarszegge bloeit in april en mei. De 10-15 mm lange en 2-3 mm brede knotsvormige mannelijke topaar steekt boven de een tot drie vrouwelijke, ca 2,5 cm lange aren uit. De kafjes hebben meestal een groene, uittredende middennerf en geen witvliezige rand. Het vruchtbeginsel heeft twee stempels. De 2-3 mm lange, dicht kort afstaand behaarde urntjes zijn vrijwel ongesnaveld. Het urntje is een soort schutblaadje dat geheel om de vrucht zit.
De vrucht is een lensvormig nootje met aan de top een licht gekleurde ring om de blijvende stijlrest.

## Verspreiding
De plant komt voor in Midden-Azië, de Kaukasus en Europa. Noordelijk tot op IJsland en in Zuid- Scandinavië, zuidwestwaarts tot in Midden-Spanje en oostelijk door Midden-Rusland tot in Midden-Azië. In Nederland is ze vrij zeldzaam in Zuid-Limburg, in het rivierengebied en in de Hollandse duinen en zeer zeldzaam in het oosten en midden van het land. In Vlaanderen is de soort zeer zeldzaam en in Wallonië wat algemener.

## Plantengemeenschap
Voorjaarszegge is een indicatorsoort voor het droog heischraal grasland (hn) op kalkrijke bodem en voor het mesofiel hooiland (hu) subtype 'Kamgrasgrasland op kalkrijke bodem', twee karteringseenheden in de Biologische Waarderingskaart (BWK) van Vlaanderen en het Brussels Hoofdstedelijk Gewest.